# Hermann Blume (Komponist)
Hermann Blume (* 4. Juni 1891 in Biegen, Kreis Lebus; † 10. Mai 1967 in Großbottwar, Kreis Ludwigsburg) war seit 1925 Musikreferent des Stahlhelms, Bund der Frontsoldaten. In der Zeit des Nationalsozialismus war er NS-Funktionär und Sonderbeauftragter für Musikwesen des Reichsarbeitsministers Franz Seldte. Blume komponierte neben Instrumentalmusik, Chorwerken und Märschen zahlreiche Stücke, die der NS-Propaganda dienten.

## Leben
Blume war zunächst Geiger. Als Teilnehmer am Ersten Weltkrieg wurde er schwer verwundet und verlor seine rechte Hand. Daraufhin begann er in Berlin ein Studium der Komposition bei Engelbert Humperdinck und Friedrich Ernst Koch sowie der Musikwissenschaft bei Hermann Kretzschmar, Max Friedlaender und Johannes Wolf. In der Zeit von 1917 bis 1919 war er nach eigenen Angaben Vorsitzender des Studentenausschusses, wurde aber Ende 1919 wegen seiner antisemitischen Agitationen abgesetzt. Nach Beendigung des Studiums lebte er als Komponist in Berlin.
Blume war seit 1923 Mitglied des Stahlhelms, Bund der Frontsoldaten, in dem er von 1925 bis zur endgültigen Auflösung 1935 Bundesmusikreferent war. Seit 1932 war er Herausgeber und Schriftleiter der Zeitschrift Der Stahlhelm-Kapellmeister, die 1933 in Stahlhelm-Musikzeitung umbenannt wurde, aber Ende 1933 im zweiten Jahrgang eingestellt wurde.
Nach der Machtübernahme der Nationalsozialisten war Blume ehrenamtlicher Sonderbeauftragter für Musikwesen beim Reichsarbeitsminister Franz Seldte. Im April 1933 trat er dem völkischen und antisemitischen Kampfbund für deutsche Kultur bei und wurde am 1. Dezember 1933 Mitglied der NS-Kriegsopferversorgung. Nachdem unter der Schirmherrschaft von Adolf Hitler 1933 ein „Volksliedwettbewerb“ ausgeschrieben worden war, wurde Blumes Komposition Kamerad Horst Wessel mit dem zweiten Preis ausgezeichnet (ein erster Preis wurde  nicht vergeben).
Seit 1934 gehörte Blume dem Verwaltungsausschuss der Reichsmusikkammer und dem Großen Rat des Berufsstandes der deutschen Komponisten innerhalb der Reichsmusikkammer an.
Nach einem ersten Aufnahmeantrag vom 3. Januar 1934 und einem erneuten Antrag vom 9. November 1935 anlässlich der Auflösung des Stahlhelms wurde er, trotz der bestehenden Mitgliederaufnahmesperre, zum 1. April 1936 in die NSDAP aufgenommen (Mitgliedsnummer 3.759.291). Seit dem 1. Juli 1937 war er zusätzlich Mitglied der SS (SS-Nummer 282.029). Bis 1941 gehörte er dem Stab des SS-Personalhauptamts an und wurde 1939 zum Obersturmführer und 1941 zum Hauptsturmführer befördert.
Viele seiner schriftlichen Äußerungen während der NS-Zeit waren von Rassismus, Antisemitismus und NS-Parolen geprägt. Dies galt auch für seine Beiträge in der Zeitschrift Die Musik-Woche. Im März 1936 erschien Blumes Beitrag Des Führers Saat. Jeder von uns arbeite mit! In einem Aufsatz in der Zeitschrift Die Musik-Woche vom 6. Juni 1936 bezeichnete er den Jazz als „teuflisches Zerstörungsmittel“:

„Wenn ich bis dahin in der Heimat das Auftreten einiger Neger-Jazz-Tanzkapellen für eine unsinnige, ärgerliche, aber vorübergehende Sensationstorheit gehalten hatte, so erkannte ich hier im Ausland zum ersten Male in ihrem ganzen Umfang die zersetzende Gefahr, der die deutsche Kultur und mit ihr die bodenständige Kultur anderer Nationen ausgesetzt war. Es gab tief zu denken, daß in dem Augenblick, als eine gewisse Clique dieses teuflische Zerstörungsmittel ersann und ansetzte, selbst der rasseempfindliche Amerikaner seine natürliche, oft ins grausame verkehrte Verachtung gegenüber der schwarzen Rasse vergaß und sich deren wilde, unzivilisierte, den niedersten Trieben entsprungene Rhythmen als eigene Nationalmusik aufschwatzen ließ. […]“

1943 ging er in den Zeitschriften Musik im Kriege und der Deutschen Militär-Musiker-Zeitung auf seine Kriegsverletzung im Ersten Weltkrieg ein: Erfahrungen und Betrachtungen eines kriegsbeschädigten Musikers sowie Triumph des Willens. Betrachtung zum Thema „Der kriegsbeschädigte Musiker“.
Nach dem Zweiten Weltkrieg wurden in der SBZ Rundfunkaufführungen seiner Werke, von denen zahlreiche Aufzeichnungen auf Tonträgern existierten, verboten.
Blume lebte zuletzt im Ruhestand in Großbottwar.

## Werke

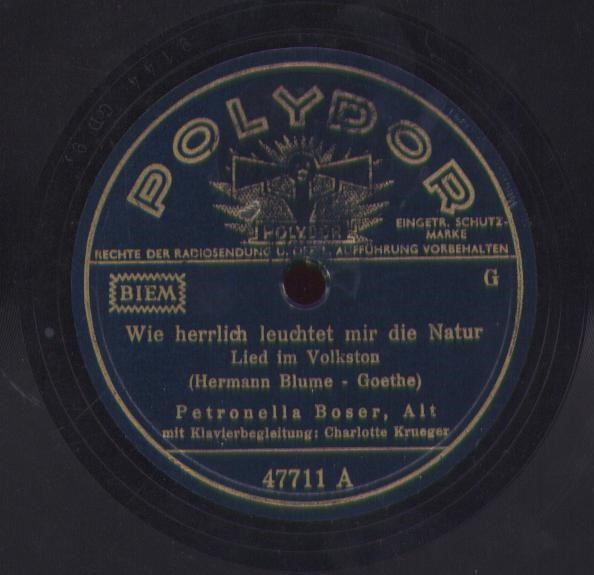
Mailied (Goethe). Interpretation Petronella Boser (1941)

Blume komponierte u. a. ein Märchenspiel, verschiedene Orchesterstücke wie die Suite Meine Berge - meine Heimat; ein Hornkonzert, Kammermusik, darunter eine Kleine Hausmusik für Streichquartett (1936) und Chöre, zu denen auch Wanderlieder für die HJ und Soldatenlieder gehörten.
Ebenso trat er als Komponist von U-Musik hervor, wie der Tangoserenade Schöne blonde Frau aus Wien (1936) und dem Charakterstück Holzkadetten.
Bekannt wurde Blume vor allem durch zahlreiche Militärmärsche, viele davon mit Titeln, die den Stahlhelm verherrlichten oder der NS-Propaganda dienten, wie Hakenkreuz am Stahlhelm (1933), Adolf-Hitler-Fanfare oder Adolf-Hitler-Fantasie, beides 1934.
Einige von Blumes Militärmärschen wurden in Wilhelm Stephans Sammlung „Deutsche Armeemärsche“ für die Bundeswehr aufgenommen.